# Weiden am See
Weiden am See (en húngaro: Védeny) es una localidad en el distrito de Neusiedl am See en Burgenland, Austria.
- Datos: Q592370
- Multimedia: Weiden am See / Q592370

1. ↑  Worldpostalcodes.org, código postal n.º 7121.